# Voinsles
Voinsles ist eine französische Gemeinde mit 573 Einwohnern (Stand: 1. Januar 2022) im Département Seine-et-Marne in der Region Île-de-France. Sie gehört zum Arrondissement Provins und zum Kanton Fontenay-Trésigny (bis 2015: Kanton Rozay-en-Brie). Die Einwohner werden Vincelais genannt. Zur Gemeinde gehört neben dem Hauptort Voinsles auch die Siedlung Villeneuve-la-Hurée. 

## Geographie
Voinsles liegt etwa 37 Kilometer ostsüdöstlich von Paris. Der Fluss Yerres begrenzt die Gemeinde im Norden, sein Zufluss Visandre durchquert das Gemeindegebiet. Umgeben wird Voinsles von den Nachbargemeinden Touquin im Norden, Le Plessis-Feu-Aussoux im Norden und Nordosten, Vaudoy-en-Brie im Osten, Pécy im Südosten, Gastins und La Chapelle-Iger im Süden, Bernay-Vilbert im Südwesten, Rozay-en-Brie im Westen sowie Lumigny-Nesles-Ormeaux im Nordwesten.
Durch die Gemeinde führt die Route nationale 4.

## Bevölkerungsentwicklung
| Jahr                      | 1962 | 1968 | 1975 | 1982 | 1990 | 1999 | 2006 | 2013 | 2022 |
| Einwohner                 | 359  | 331  | 298  | 375  | 415  | 500  | 539  | 601  | 573  |
| Quelle: Cassini und INSEE |      |      |      |      |      |      |      |      |      |

## Sehenswürdigkeiten
siehe auch: Liste der Monuments historiques in Voinsles
- Kirche St-Etienne von Voinsles aus dem 13. Jahrhundert
- Kirche St-Martin in Villeneuve-la-Hurée
- Früheres Festes Hauses Le Breuil, Schloss aus dem 19. Jahrhundert mit Park